# Giebenach
Giebenach (schweizerdeutsch Gibenach) ist eine politische Gemeinde im Bezirk Liestal des Kantons Basel-Landschaft in der Schweiz.

## Geographie
Giebenach liegt auf 315 m ü. M. im Violental. Giebenach wird durch die AAGL-Linie 72 vom Ort Lupsingen und von Augst und durch die Postauto-Linie 99 von Olsberg erschlossen. Seine Nachbargemeinden sind Arisdorf, Füllinsdorf, Augst (alle Kanton Basel-Landschaft) sowie die Aargauer Gemeinden Kaiseraugst und Olsberg.

## Geschichte
1246 wurde das Dorf Gibennach erstmals erwähnt. Das Dorf bestand hauptsächlich aus zwei Höfen.

## Wirtschaft
Giebenach hat nur kleines Gewerbe, eine Schreinerei, eine Garage, ein Restaurant und mehrere kleine Lagerhallen.

## Politik
Der Gemeinderat (Exekutive) besteht aus fünf Stimmberechtigten. Gemeindepräsident (2024–2028) ist Patrick Borer (Mitte) (Stand 2025).
Bei den Schweizer Parlamentswahlen 2023 betrugen die Wähleranteile in Giebenach: SVP 41,3 % (2019 41,1 %), Mitte 16,6 % (13,2 %), SP 16,2 % (12,1 %), FDP 12,2 % (15,3 %), Grüne 6,3 % (13,0 %), glp 5,4 % (3,3 %), EVP 0,9 % (1,7 %), EDU 0,1 % (–).

## Verkehr

### Privatverkehr
Giebenach liegt im Kreuzungsbereich der Kantonalstrasse K498 von Kaiseraugst nach Olsberg und Magden sowie der Hauptstrasse ins südwestlich gelegene Füllinsdorf. An Giebenach führt die A2 unmittelbar vorbei. Da der Ort nur wenige hundert Meter südlich der Verzweigung Augst liegt, hat Giebenach keinen direkten Anschluss an die Autobahn.

### Öffentlicher Verkehr
Giebenach hat zwei Buslinien, die nach Magden sowie Lupsingen via Bahnhof Liestal verbunden sind.
- 72 Lupsingen – Seltisberg – Liestal, Bahnhof – Hersberg – Arisdorf – Giebenach – Kaiseraugst – Augst AAGL
- 99 Giebenach – Olsberg – Magden, Post (Postauto)

## Wappen
Ein blaues Wappen mit einem silbernen Drudenfuss.